# Prosopocoilus bulbosus crassimaxillaris
Prosopocoilus bulbosus crassimaxillaris es una subespecie de coleóptero de la familia Lucanidae.

## Distribución geográfica
Habita en Laos.